# Taragt járás
Taragt járás (mongol nyelven: Тарагт сум) Mongólia Dél-Hangáj tartományának egyik járása. Területe 3500 km². Népessége kb. 6500 fő.
Székhelye Hüremt (Хүрэмт), mely 35 km-re nyugatra fekszik Arvajhér tartományi székhelytől.